# Scary Movie
Scary Movie er en film fra 2000, instrueret af Keenen Ivory Wayans. Det er en amerikansk sort humor komedie, der er en parodi på horror-, slasher- og mysterie genrene. Der er gjort grin med en lang række film fra 1990'erne, samt en række mere klassiske horror-film som blandt andet Halloween.
Filmens undertitel er "No mercy. No shame. No sequel.", hvoraf den sidste del hentyder til populære gyserfilms tendens til at bliver til lange serier. I 2001 blev Scary Movie 2 dog udgivet med undertitlen "We lied".  Senere fulgte både Scary Movie 3 (2003), Scary Movie 4 (2006), og Scary Movie 5 (2013).

## Parodierede film
Scary Movie bygger kraftigt på Scream-trilogien med Cindy Campbell som Neve Campbells og i mindre grad Sarah Michelle Gellars roller. Hendes omgangskreds foretager den fatale køretur fra I Know What You Did Last Summer (1997), og Cindy Campbell kæmper mod morderen med Trinitys evner (fra The Matrix). Stjernereporteren Gail Hailstorm bliver væk i skoven som i The Blair Witch Project (1999). Endelig ændrer den tumpede reservebetjent Doofy karakter, ligesom Roger Kint gjorde det i The Usual Suspects (1995).  